# Exorista rusticella
Exorista rusticella är en tvåvingeart som först beskrevs av Baranov 1936.  Exorista rusticella ingår i släktet Exorista och familjen parasitflugor. Inga underarter finns listade i Catalogue of Life.